# Frederik Hendrikbuurt

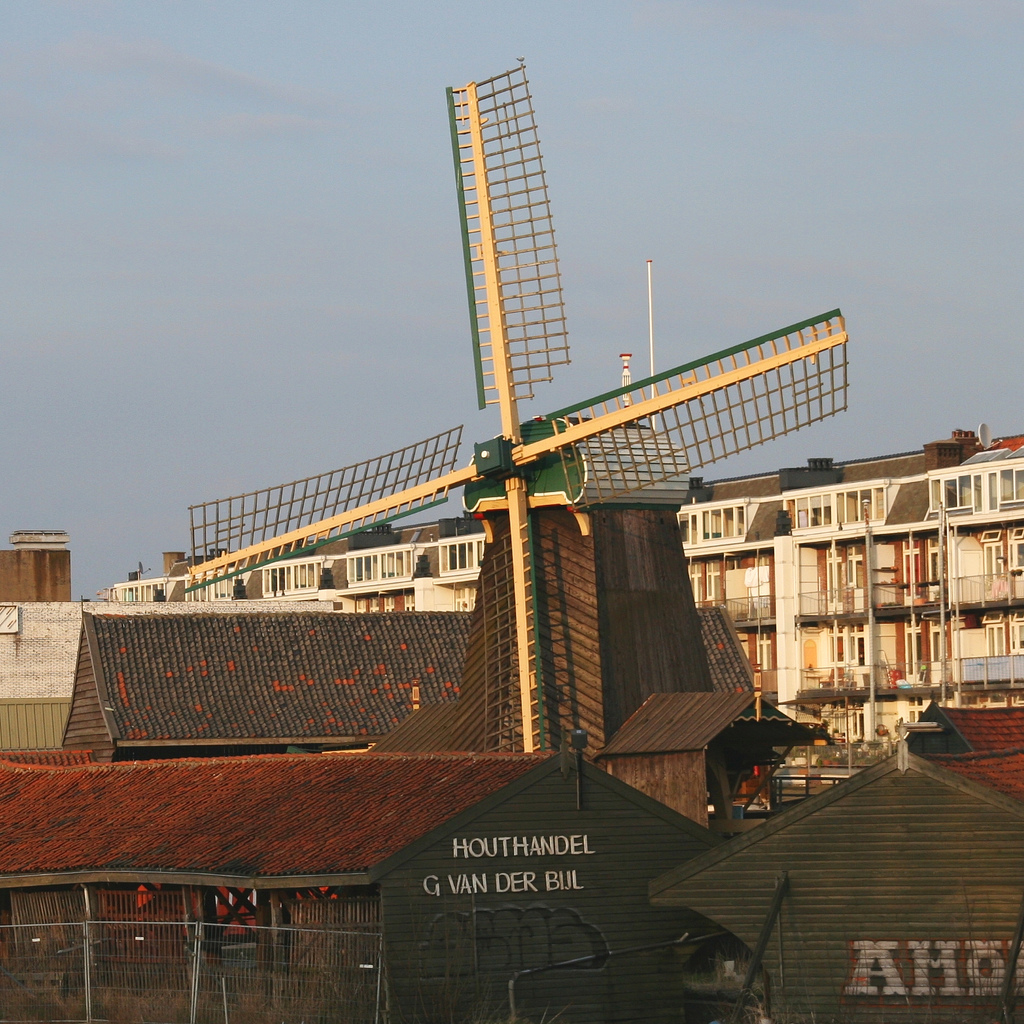
Il mulino a vento De Otter con annessa segheria.

Frederik Hendrikbuurt è un quartiere dello stadsdeel di Amsterdam-West, nella città di Amsterdam. Il quartiere fu costruito alla fine del XIX secolo e porta il nome in ricordo di Federico Enrico d'Orange, governatore d'Olanda nella prima metà del XVII secolo.
Tra il XVII e il XX secolo in questo quartiere furono attivi numerosi mulini a vento per segare la legna necessaria per le navi ma con l'avvento del motore a vapore, le segherie persero d'importanza fino ad essere abbandonate. Oggi resta una sola segheria a mulino a vento, il De Otter.